# Labourgade
Labourgade település Franciaországban, Tarn-et-Garonne megyében. Lakosainak száma 162 fő (2022. január 1.). Labourgade Cordes-Tolosannes, Garganvillar, Lafitte, Larrazet és Montaïn községekkel határos.

## Népesség
A település népessége az elmúlt években az alábbi módon változott:
| Lakosok száma | 182  | 179  | 183  | 183  | 188  | 194  | 183  | 173  | 162  |
|               | 2013 | 2015 | 2016 | 2017 | 2018 | 2019 | 2020 | 2021 | 2022 |